# Manbang
Manbang (tiếng Korean) Là một dòng thiết bị streaming nội dung do Ủy ban phát thanh truyền hình Trung ương Triều Tiên của Bắc Triều Tiên, cung cấp nội dung OTT dưới hình thức các kênh truyền hình. Được tạo ra để phản ứng với các nền tảng phát trực tuyến như Netflix và Roku ở phương tây, tên này xuất phát từ tiếng Triều Tiên (manbang) có nghĩa là "mọi nơi" hoặc "mọi hướng", truyền tải bản chất theo yêu cầu của dịch vụ. Do sự cô lập của Bắc Triều Tiên, người dùng kết nối với dịch vụ không phải bằng internet mà qua mạng nội bộ do nhà nước kiểm soát bằng giao thức IPTV.

## Nội dung
Ngoài video theo yêu cầu, Manbang được báo cáo sẽ cung cấp cho người xem khả năng phát trực tiếp ít nhất 5 kênh:
| # | Kênh                                            | Tên tiếng Triều Tiên |
| - | ----------------------------------------------- | -------------------- |
| 1 | Đài truyền hình Trung ương Triều Tiên           | 조선중앙텔레비죤     |
| 2 | Truyền hình Mansudae                            | 만수대텔레비죤       |
| 3 | Truyền hình Ryongnamsen                         | 룡남산텔레비죤       |
| 4 | Athletic TV (thể thao)                          | 체육텔레비죤         |
| 5 | Central Broadcasting (Đài Tiếng nói Triều Tiên) | 중앙방송             |

Người dùng cũng có thể tìm thấy thông tin chính trị liên quan đến Nhà lãnh đạo tối cao và hệ tư tưởng Juche, và đọc các bài báo từ tờ báo Rodong Sinmun và Thông tấn xã Trung ương Triều Tiên (KCNA).
Dịch vụ giáo dục công nhân cho các doanh nghiệp Bắc Triều Tiên cũng có sẵn thông qua dịch vụ Manbang.

## Khả dụng
Theo Đài truyền hình trung ương Triều Tiên (KCTV), người xem có thể sử dụng dịch vụ không chỉ ở Bình Nhưỡng, mà còn ở Sariwon và Sinuiju - khu vực mà KCTV cho biết nhu cầu về thiết bị đặc biệt cao, với hàng trăm người dùng trong khu vực.